# Dirk-Michael Kirsch
Dirk-Michael Kirsch (* 21. März 1965 in Westerland) ist ein deutscher Musiker und Komponist.

## Leben
Dirk-Michael Kirsch besuchte bis 1984 das Gymnasium Sylt. Nach dem Abitur studierte er an der Hochschule für Musik und Theater München bei Hagen Wangenheim die Fächer Oboe, Pädagogik und Kammermusik. Dem pädagogischen, künstlerischen und Kammermusik-Diplom folgten Engagements bei den Städtischen Bühnen Augsburg, der Bayerischen Staatsoper und dem Münchener Kammerorchester.
Dirk-Michael Kirsch hat als freiberuflicher Musiker ein weites Spektrum: Er unterrichtet an der Universität Augsburg und am Augsburger Musikgymnasium St. Stephan, sowie an der Musikschule Grünwald. Außerdem spielt er in zahlreichen Orchestern und Ensembles.

## Werke (Auswahl)
- Quartett op. 5 für Oboe, Oboe d’amore, Englischhorn und Fagott, 1995, (Uraufführung am 3. April 1995)
- … one summerday … op. 9 für Querflöte oder Violine und Gitarre, 1997, (Uraufführung am 6. Juni 1999 in der Chiesa di Santa Maria in Florenz)
- Concerto für Tuba und Orchester, (Uraufführung 2003)
- Sinfonietta concertante op. 10 für Oboe, Fagott und Streichorchester
- Orlamento
- Nymphes des Boys. Fantasie über einen Choral von Josquin Desprez op.20 für zwei Klaviere, 2007